# Сьюзі Френсіс Харрісон
Сьюзі Френсіс Гаррісон (24 лютого 1859, Торонто — 5 травня 1935, Торонто) — канадська поетеса, прозаїк, музичний критик і композитор, яка жила і працювала в Оттаві та Торонто.

## Біографія
Сьюзі Френсіс Райлі народилася в Торонто, в сім'ї ірландсько-канадського походження, дочка Джона Байрона Райлі. Вона вивчала музику у Фредеріка Босковіца в приватній школі для дівчат у Торонто, а потім у Монреалі. Як повідомляється, вона почала публікувати вірші в канадських ілюстрованих новинах у 16 років під псевдонімом «Медуза». Після завершення освіти вона працювала піаністкою та співачкою. У 1880 році вона вийшла заміж за органіста Джона У. Ф. Гаррісона з Брістоля (Англія), який був органним майстром церкви Святого Георгія в Монреалі. У пари народилися син і дочка.
Сім'я Гаррісон жила в Оттаві в 1883 році, де Сьюзі Гаррісон написала пісню «Ласкаво просимо до лорда Лансдауна» на честь першого публічного виступу нового генерал-губернатора, маркіза Лансдауна.
У 1887 році Гаррісони переїхали до Торонто, де Джон Гаррісон став органістом і хормейстером церкви Святого Симона Апостола, а Сьюзен Гаррісон розпочала літературну кар'єру під псевдонімом «Серанус» (неправильне прочитання її підпису «С. Френсіс»). Невдовзі опублікувала статті у багатьох провідних журналах і періодичних виданнях.
Вона написала багато пісень, опублікованих у Сполучених Штатах Америки та Англії під ім'ям «Серанус», а також опублікувала інші пісні в Англії під ім'ям Гілберт Кінг.
Вона була музичним критиком «Тижня» з грудня 1886 по червень 1887 під своїм псевдонімом «Серанус». Вона написала «Історичний нарис про канадську музику» для Канади: «Енциклопедія країни» 1898 року.
Сьюзен Гаррісон вважалася авторитетом у народній музиці, і часто читала лекції на цю тему. Вона використовувала традиційні ірландські мелодії у своєму струнному квартеті на стародавніх ірландських ефірах і французько-канадську музику в «Трьох канадських ескізах» 1887 року, а також «Діалозі», «Ноктюрні» і «Пісні мандрівника». Вона включила франко-канадські мелодії у свою триактну оперу «Піпандор» (з лібрето Ф. А. Діксона з Оттави).
Її струнний квартет на стародавніх ірландських ефірах, ймовірно, перший струнний квартет, складений в Канаді жінкою.
У 1896 і 1897 роках вона представила серію лекцій у Торонто на тему «Музика французької Канади».
Протягом 20 років Гаррісон була директором філії Роуздейл, консерваторії Торонто. Протягом 1900-х років вона редагувала публікацію консерваторії Conservatory Monthly, а також сприяла її наступнику Conservatory Quarterly Review. Написала для імперської історії та музичної енциклопедії статтю про «Канаду» 1909 року.
Крім того, вона написала щонайменше шість книг поезій і три романи.

## Творчість

### Поезія
Музична підготовка Гаррісон відображена в її поезії: "Вона вміло поводилась із ритмічними складностями поетичних форм, таких як сонет і вілланель. Як і інші канадські поети кінця дев'ятнадцятого століття вона писала про природу, любов і патріотизм. Її пейзажна поезія, під впливом творів Чарльза Г. Д. Робертса та Арчібальда Лемпмана, малює канадську пустелю як приголомшливо красиву, але водночас таємничу й далеку.
Гаррісон була майстром вілланелі. Вілланель- це французька форма вірша, яку англійським читачам представив Едмунд Госсе в своєму есе «Прохання щодо деяких екзотичних форм вірша» 1877 року .

### Романи
Її два романи "виражають захоплення сильно міфологізованою культурою Квебеку, яку Гаррісон поділяла з багатьма англомовними канадцями свого часу. Характеризується готичним акцентом на жахах, божевіллі, аристократичних садибах та декадентському католицизмі.
Гаррісон пише про режим, романтичні якості якого в основному є створенням Верхньої Канади, яка прагне до самобутньої історичної ідентичності.
Визнання
За своє життя Гаррісон зазнала падіння репутації. У 1916 році антолог Джон Гарвін назвав її «Однією з канадських великих поетів, чия творчість ще не отримала визнання в Канаді, якого вона заслуговує». "До 1926 року Гарвін описує її просто як «Одну з самобутніх поетів».
В 1990 році у «Словнику літературної біографії» про Сьюзен Френсіс Гаррісон писало так: «Неопублікована робота Харрісон не збереглася, а опублікована робота не друкується і її важко отримати, а також її важливе місце в літературному житті своєї країни зараз майже забуте».

## Публікації

### Вибрані пісні
- Вітальна пісня
- Опера «Піпандор»
- Три канадські ескізи: «Діалог», «Ноктюрн», «Пісня мандрівника» 1887 рік.
- Квартет на стародавніх ірландських ефірах.

### Поезії
- Чотири балади і п'єса. Торонто: Автор, 189
- Сосна, Роза і Флер де Ліс. Торонто: Харт, 1891.
- У Північному небі та інші вірші. Торонто: Автор, 1912.
- Пісні про любов і працю. Торонто: Автор, 1925.
- Пізніші вірші та нові Вілланелі. Торонто: Райерсон, 1928.
- Пенелопа та інші вірші. Торонто: Автор, 1934.

### Проза
- Витіснений та інші ескізи. Оттава: Вечірній журнал, 1886.
- Ліс Бур-Марі, роман. Торонто: G.N. Morang, 1898.
- Рінгфілд, роман. Лондон: Hodder & Stoughton, 1914.

### Відредаговано
- Канадська книга дня народження. Торонто: Робінзон, 1887. Поетична антологія.

### Статті
- «Історичний нарис музики в Канаді», Канада: Енциклопедія країни, том 4, J.C. Hopkins ed., Торонто, 1898.
- «Канада», Імперська історія та енциклопедія музики, том 3: Історія іноземної музики, W.L. Ред. Хаббарда, Нью-Йорк близько 1909 р.

## Дискографія
Фортепіанна музика Харрісон записана та опублікована на засобах масової інформації, зокрема:
- Кейлор Елейн. Від канадської леді Фортепіанна музика 1841—1997 «Carleton Sound»
- Кейлор Елейн. Фортепіанна музика Торонтонців (1984)